# セッラディファルコ
セッラディファルコ（イタリア語: Serradifalco, シチリア語: Serradifarcu）は、イタリア共和国シチリア州カルタニッセッタ県にある、人口約5,900人の基礎自治体（コムーネ）。

## 地理

### 位置・広がり

#### 隣接コムーネ
隣接するコムーネは以下の通り。括弧内のAGはアグリジェント県所属を示す。
- カルタニッセッタ
- カニカッティ (AG)
- モンテドーロ
- ムッソメーリ
- サン・カタルド